# Kenkabō Inoue
Pour les articles homonymes, voir Inoue.
Kenkabō Inoue (井上 剣花坊, Inoue Kenkabō), 1er juillet 1870 – 26 septembre 1934, est le nom de plume d'un poète japonais de senryū (vers courts et humoristiques) de la fin de l'ère Meiji, de l'ère Taishō et du début de l'ère Shōwa. Son véritable nom est Kōichi Inoue.

## Jeunesse
Inoue naît à Hagi dans la préfecture de Yamaguchi, fils d'un ancien samouraï du domaine de Chōshū. Il est en grande partie autodidacte.
Après avoir travaillé à temps partiel comme enseignant dans une école primaire et journaliste pour un journal local, il s'installe à Tokyo en 1900 et commencé à tenir la rubrique des arts de la revue littéraire Myogi. Trois ans plus tard, il rejoint le journal Nihon Shimbun en tant que journaliste. Sous le nom de plume « Kenkabō », il commence une colonne intitulée Shindai yanagidaru qui préconise un nouveau style de poésie senryu.

## Carrière littéraire
En 1905, Inoue fonde un cercle poétique appelé Ryusonji Senryū Kai qui produit sa propre revue littéraire éphémère intitulée Senryū. Après s'être dégagé de son emploi auprès du Nihon Shimbun, Inoue continue de gérer la rubrique senryū du Kokumin Shimbun et du Yomiuri Shimbun et ressuscite plus tard le Senryū en 1912 sous le nom Taishō Senryū pour marquer le début de la nouvelle ère Taishō.
Avec l'évènement de l'ère Shōwa en 1926, il change de nouveau le nom de la revue pour celui de Senryūjin. Il compose également les essais « Littérature prolétarienne et littérature bourgeoise » et Senryū ōdō ron (« La voie royale du senryū ») et fournit des contributions aux magazines, Nihon oyobi Nihonjin (« Le Japon et les Japonais ») et Kaizō (« Reconstruction »). Les senryū d'Inoue se caractérisent par leur grandeur et leur générosité. Inoue a des disciples dans tout le Japon, dont Kawakami Santaro, Murata Shugyo et « Kijirō » (nom de plume senryū du romancier Yoshikawa Eiji).
Alors qu'il réside au Kencho-ji à Kamakura, il est victime d'une hémorragie cérébrale le 8 septembre 1934. Il meurt trois jours plus tard et sa tombe se trouve au temple.
Son épouse, Inoue Nobuko (1869-1958), également poétesse senryū et rédactrice, fonde la première association de poétesses senryū. Elle est cependant mieux connue pour avoir ouvertement critiqué l'armée au cours de la guerre russo-japonaise et pour s'être élevée contre le militarisme japonais des années 1930.

## Œuvres (sélection)
- Senryū Ōdō Ron (川柳王道論, « La voie royale du Senryū »)
- Shin Senryū Rokusen-ku (新川柳六千句, « Six mille nouveaux Senryū»)
- Senryū o tsukuru Hito ni (川柳を作る人に, « Quatre poètes Senryū »)
- Ko Senryū Shinzui (古川柳真髄, « L'Essence du Senryū classique »)

## Source de la traduction
- (en) Cet article est partiellement ou en totalité issu de l’article de Wikipédia en anglais intitulé « Inoue Kenkabō » (voir la liste des auteurs).